# 愛知県道413号六連三河田原停車場線
愛知県道413号六連三河田原停車場線（あいちけんどう413ごう むつれみかわたはらていしゃじょうせん）は、愛知県田原市を通る一般県道である。

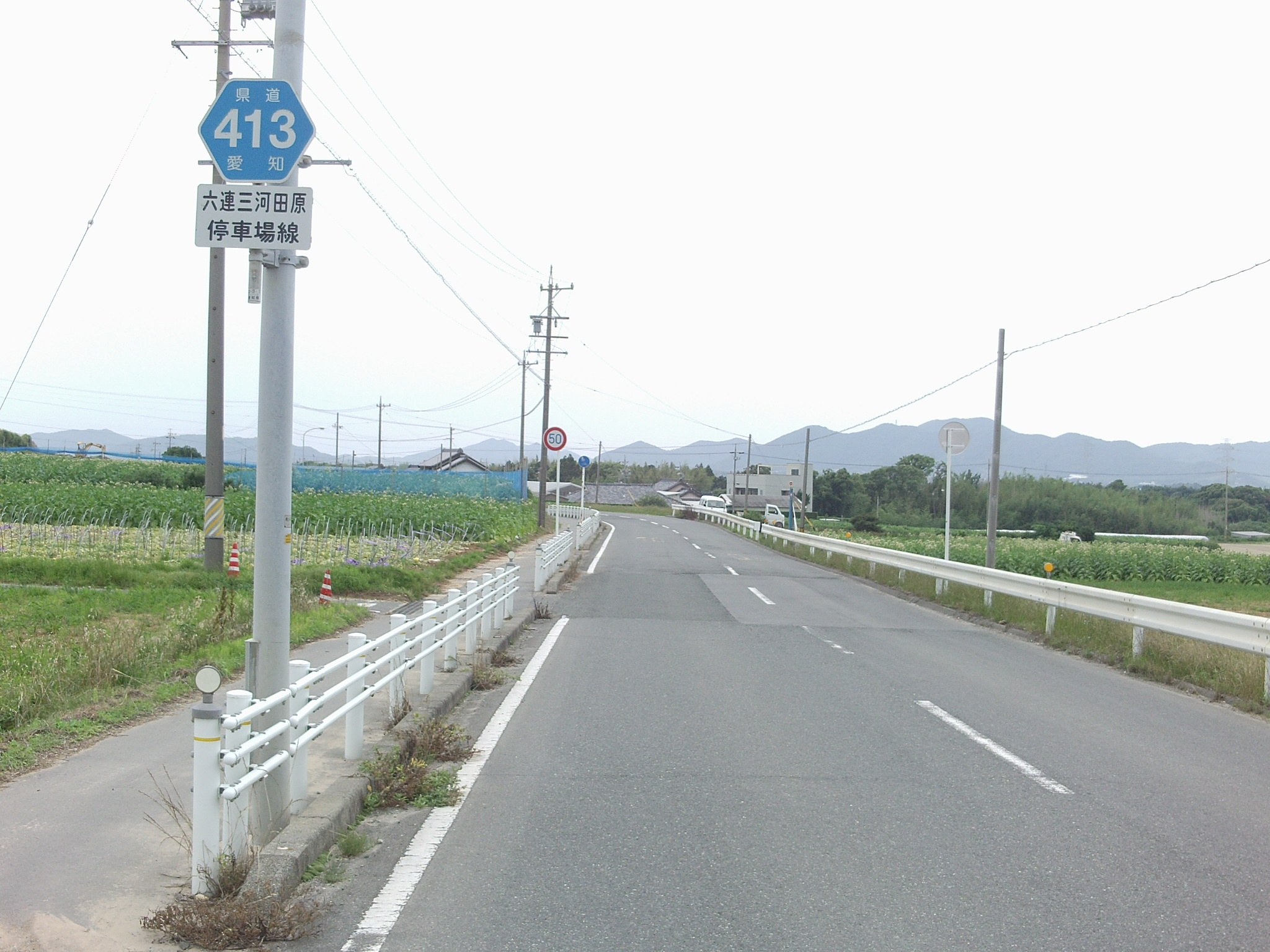
六連。周辺は渥美半島の農業振興地域。

## 概要

### 路線データ

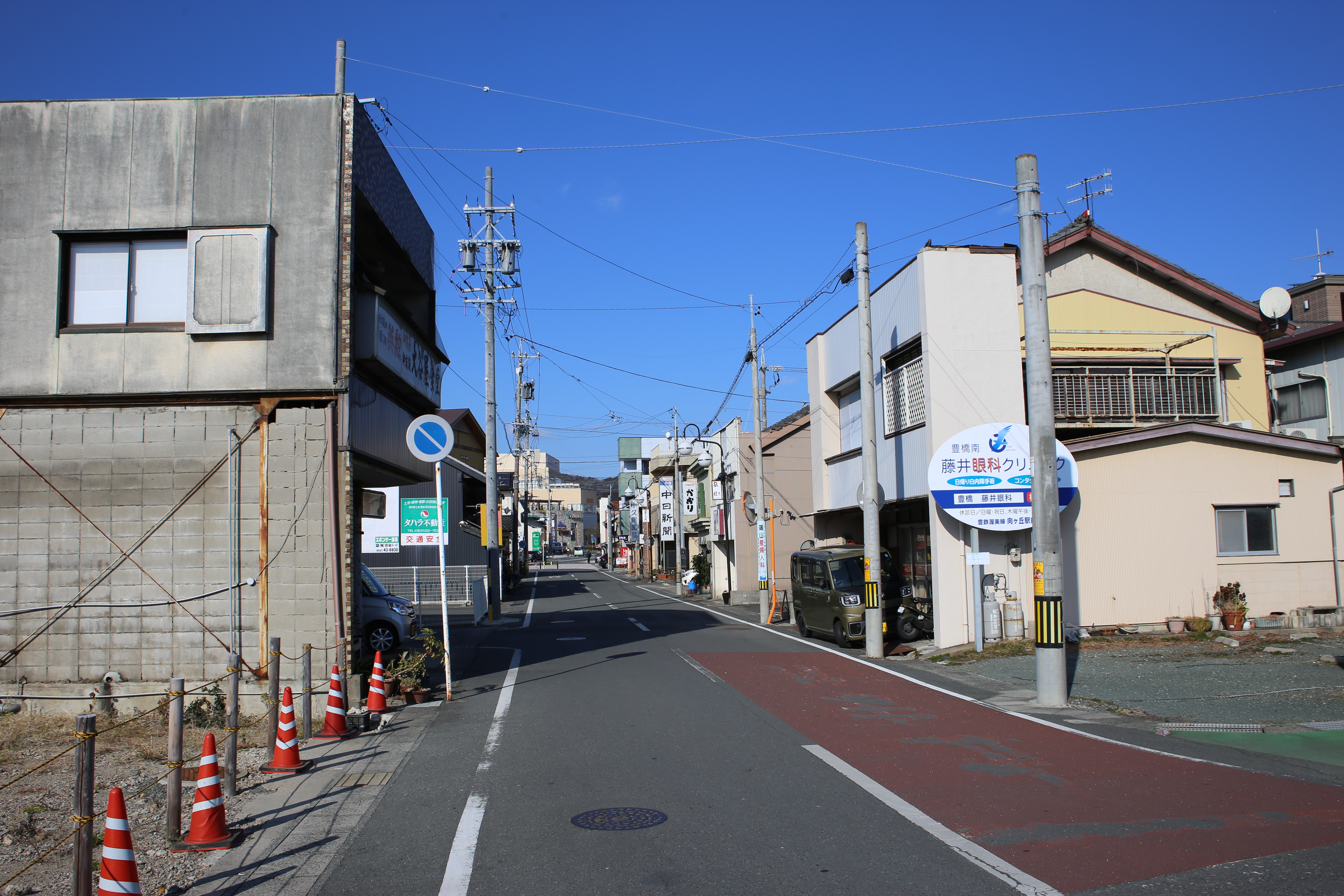
終点付近（2017年1月）

- 起点：愛知県田原市六連町（百々交差点）（国道42号交点）
- 終点：愛知県田原市田原町 （豊橋鉄道渥美線 三河田原駅前）
- 総延長：約6.2km

## 沿革
- 1959年12月15日：認定

## 主な接続道路
- 国道42号（表浜街道） （百々交差点）
- 愛知県道414号大草豊島線 （市場交差点）
- 国道259号（田原街道）（東赤石 - 郷中交差点間で重複）
- 愛知県道28号田原赤羽根線 （田原萱町 - 新清谷交差点間で重複）

## 通過する自治体
- 愛知県
  - 田原市

## 沿線
- 田原市役所
- 道の駅田原めっくんはうす
- 田原郵便局
- 渥美病院